# Amphithoé (mythologie)
Pour les articles homonymes, voir Amphitoé.
Dans la mythologie grecque, Amphithoé ou Amphitoé (en grec ancien Ἀμφιθόη / Amphithóê) est l'une des Néréides citées par Homère.

## Étymologie
Son nom (αμφι ροη) signifierait « tiré du flot qui jaillit autour du navire »,.
- Pour Pierre Chantraine [4], ‘αμφι - a joué un certain rôle en composition, avec le sens « des deux côtés », « autour de ».
- Quant à ῥοή Émile Boisacq[5], donne pour ῥοή : écoulement d'un liquide.

## Famille
Ses parents sont le dieu marin primitif Nérée, surnommé le vieillard de la mer, et l'océanide Doris. Elle est l'une de leur multiples filles, les Néréides, généralement au nombre de cinquante, et a un frère unique, Néritès. Pontos (le Flot) et Gaïa (la Terre) sont ses grands-parents paternels, Océan et Téthys ses grands-parents maternels.

## Mentions
- Pour Hésiode (Théogonie (Amphiroé : Ἀμφιρὼ[6]), elle est une nymphe de l'Océan ; elle appartient à la descendance de Téthys, la plus célèbre des Néréides, qui constitue la troupe sacrée de ces nymphes, qui, avec le roi Apollon et les Fleuves, élèvent sur la terre l’enfance des héros.
- Pour Homère, elle est une Néréide (Amphithoé)[7], fille de Nérée et de Doris, mentionnée comme l'une des 32 Néréides qui se rassemblent sur la côte de Troie, remontant des profondeurs de la mer pour pleurer avec Thétis la mort future de son fils Achille dans l'Iliade.

## Évocations modernes
Dans Le banquet des Muses, le poète Jean Auvray utilise la rime Amphitoé,.